# أرماندو فرانسيولي
أرماندو فرانسيولي (بالإيطالية: Armando Francioli)‏ هو ممثل إيطالي، ولد في 21 أكتوبر 1919 بروما في إيطاليا.

## وصلات خارجية
- أرماندو فرانسيولي على موقع IMDb (الإنجليزية)
- أرماندو فرانسيولي على موقع ألو سيني (الفرنسية)
- أرماندو فرانسيولي على موقع أول موفي (الإنجليزية)
- أرماندو فرانسيولي على موقع قاعدة بيانات الأفلام السويدية (السويدية)
- أرماندو فرانسيولي على موقع قاعدة بيانات الفيلم (الإنجليزية)
- أرماندو فرانسيولي على موقع كينوبويسك (الروسية)